# 鶴田町立木筒小学校
鶴田町立木筒小学校（つるたちょうりつ きづつしょうがっこう）は、青森県北津軽郡鶴田町大字木筒にあった公立小学校。

## 沿革
- 1876年（明治9年）9月24日 - 木筒村2番地にあった永澤得右衛門の寺子屋を校舎に充て、木筒小学として開校[1]。
- 1886年（明治19年） - 野木簡易小学校に併合され、閉校[1]。
- 1892年（明治25年） - 野木尋常小学校木筒分校として再開[1]。
- 1893年（明治26年）5月 - 教員住宅6坪（約20㎡）増築[1]。
- 1895年（明治28年）6月 - 薪炭小屋及び井戸小屋を教室に接し、増築[1]。
- 1898年（明治31年） - 教室が狭隘となり、教員住宅4.5坪（約15㎡）を縮小し、教室を拡張。新たに、階上・階下に各4.5坪の2室と住宅増築[1]。
- 1901年（明治34年）9月 - 教室及び児童控所として、30坪（約99㎡）増築[1]。
- 1904年（明治37年）4月1日 - 木筒尋常小学校として、独立昇格[1]。
- 1910年（明治43年）4月 - 第4学年まで収容の水元尋常高等小学校木筒分教場と改称[1]。
- 1918年（大正8年）8月 - 教員住宅を改築[1]。
- 1926年（大正15年）6月 - 亜鉛板にて、校舎屋根葺替え工事完了[1]。
- 1927年（昭和2年）8月 - 木炭小屋及び便所を改築[1]。
- 1936年（昭和11年） - 本校の古材料を利用し、22坪（約72.6㎡）の教室と6坪（約20㎡）の教員住宅を増改築[1]。
- 1941年（昭和16年）4月1日 - 国民学校令により、水元国民学校木筒分教場と改称[1]。
- 1947年（昭和22年）4月1日 - 学制改革により、水元村立水元小学校木筒分校と改称[2]。
- 1948年（昭和23年） - 普通教室4室・職員室・裁縫教室・物置・便所新築[1]。
- 1949年（昭和24年）1月 - 第5学年児童が、本校より引き揚げ、授業[1]。
- 1950年（昭和25年）
  - 4月 - 水元村立木筒小学校として、独立昇格[1]。
  - 時期不明 - 児童昇降口、水飲場増改築[1]。
  - 10月 - 校地内に教員住宅1棟新築[1]。
- 1953年（昭和28年）3月 - 校地拡張[1]。
- 1945年（昭和20年）10月 - 1学級増につき、体操場を仕切り、普通教室に改造[1]。
- 1947年（昭和22年）4月1日 - 学制改革により、水元村立水元小学校野木分校と改称[1]。
- 1948年（昭和23年）
  - 7月 - 校地90坪（297平方メートル）拡張[1]。
- 1955年（昭和30年）3月1日 -  水元村の鶴田町への合併により、鶴田町立木筒小学校と改称[2]。
- 1956年（昭和31年）4月 - 教室を縮小し、体操場を拡張[1]。
- 1957年（昭和32年）
  - 4月 - 裁縫室を図書室に改装[1]。
  - 12月 - 簡易水道敷設[1]。
- 1958年（昭和33年）11月 - 学校用電話架設[1]。
- 1959年（昭和34年）4月 - 1教室増により、図書室を普通教室に改装[1]。
- 1961年（昭和36年）10月 - 2階建校舎の南側に隣接して6坪（約20㎡）の薪炭小屋増築。字西柳川70番3号の地50坪（約165㎡）及び字西柳川70番2号の地57.25坪（約190㎡）を購入し、校地拡張[1]。
- 1962年（昭和37年）12月 - 母親による味噌󠄀汁給食実施[1]。
- 1963年（昭和38年）10月 - 水元農業貯蓄協力校のかどにより、テレビが寄贈される[1]。
- 1965年（昭和40年）
  - 5月 - 昭和38年5月20日に平内町の夜越山で行なわれた植樹祭で、来県された天皇陛下手播きの苗木松3本と杉1本を校庭に植樹[1]。
  - 12月27日 - 水元地区子ども会を結成し、加入[1]。
- 1966年（昭和41年）9月10日 - 創立90周年記念式典挙行。協賛会校歌・校章制定し、ピアノ寄贈[1]。
- 1967年（昭和42年）12月 - 豊作文庫購入[1]。
- 1968年（昭和43年）
  - 4月6日 - 全教室耐火ボード・廊下・便所を化粧ベニヤで改装[1]。
  - 4月25日 - ストーブマツを学区内に300本配布植栽[1]。
  - 5月10日 - 鶴田町学校給食センター竣工し、完全給食実施[1]。
  - 5月23日 - 非常階段改造[1]。
  - 11月4日 - 下水工事竣工。桜井陽氏（本校卒・ブラジル在住）より、蝶の額と化石1個が寄贈された[1]。
- 1969年（昭和44年）
  - 5月6日 - 北側階上・階下2教室4坪（約13㎡）を南隣の教室に移動し、間仕切りし、職員室を旧校舎教室に移転[1]。
  - 5月22日 - 扉付下足箱に改装[1]。
  - 6月2日 - 住宅を家庭科及び休養室に改装[1]。
  - 9月6日 - 全学区民、水泳プール建設資金調達草苅に出動[1]。
- 1970年（昭和45年）
  - 5月8日 - 校庭に桜の木5本植樹[1]。
  - 5月13日 - プール建設のため、石炭小屋解体[1]。
  - 6月11日 - プール建設促進委員会発足[1]。
  - 6月25日 - 学区民、堤防草刈り（7.3km）[1]。
  - 6月18日 - 簡易水道井戸掘削工事開始（206m）[1]。
  - 6月22日 - プール工事起工[1]。
  - 7月22日 - 小庭園を造成[1]。
  - 7月23日 - プール竣工式挙行[1]。
- 1971年（昭和46年）
  - 10月4日 - PTAより、ブランコ4基寄贈[1]。
  - 10月10日 - 山型雲梯新設[1]。
- 1972年（昭和47年）
  - 4月11日 - 自動振鈴機設置[1]。
  - 4月26日 - 校庭周辺に、松・紅葉・ばら植栽[1]。
  - 5月8日 - 校庭東側にバックネット敷設[1]。
  - 5月17日 - 東側境界にコンクリート柱埋設[1]。
- 1986年（昭和61年）4月1日 - 本校と野木小学校が統合した富士見小学校開校により、閉校。

## 学区
- 鶴田町木筒地区

## 進学先中学校
- 鶴田町立水元中学校 - 1969年（昭和44年）度まで。
- 鶴田町立鶴田中学校 - 1970年（昭和45年）度から本校閉校まで。

## 周辺
- 岩木川
- 青森県道37号弘前柏線（岩木川土手）
- 土淵堰
- 他は、住宅や田畑のみ。

## アクセス
閉校時点のデータ
- 弘南バス五所川原 - 鶴田線 （廻堰経由）で、「木筒」停留所下車後、徒歩。

## その他
- 校門があった場所には、閉校記念碑が建立されている。

## 参考資料
1986年3月の閉校の記載を除く
- 『鶴田町史 下巻』（鶴田町・1979年3月31日発行）「第十一章 教育・第三節 各学校・六 木筒小学校」
  - 471頁〜472頁「1 沿革概要」
  - 472頁～477頁「2 施設・設備・主要行事等」
- 『青森県教育史 別巻』（青森県教育委員会・1973年12月20日発行）「学校沿革 小学校」803頁「水元小学校」